# Buster (film)
Buster — film fabularny produkcji brytyjskiej w reżyserii Davida Greena z roku 1988.

## Obsada
- Phil Collins jako Buster Edwards
- Julie Walters jako  June Edwards
- Larry Lamb jako Bruce Reynolds
- Stephanie Lawrence jako Franny Reynolds
- Ellie Beaven jako Nicky Edwards
- Michael Attwell jako Harry
- Ralph Brown jako Ronny Biggs
- Christopher Ellison jako George
- Sheila Hancock jako pani Rothery
- Martin Jarvis jako inspektor Jack Mitchell

## Nagrody
- Oskar za rok 1988 — nominacja w kategorii piosenka filmowa: Two Hearts (muzyka: Lamont Dozier, słowa: Phil Collins)
- Brit Awards — najlepsza ścieżka dźwiękowa
- Złoty Glob — najlepsza piosenka filmowa: Two Hearts
- Nagroda Grammy — najlepsza piosenka napisana na potrzeby kina lub telewizji: Two Hearts